# Lavec Kronos
Lavec Kronos, född 16 mars 2005 i Italien, är en italiensk varmblodig travhäst. Han tränades av Lutfi Kolgjini och kördes även oftast av Kolgjini.
Lavec Kronos tävlade åren 2007–2013 och sprang in 5,8 miljoner kronor på 76 starter varav 21 segrar, 6 andraplatser och 2 tredjeplatser. Bland hans främsta meriter räknas segrarna i Hugo Åbergs Memorial (2010, 2011), Årjängs Stora Sprinterlopp (2010), Sprintermästaren (2009) och Prix Cagnes-sur-Mer (2009). Han deltog i Elitloppet på Solvalla upplagorna 2010 och 2011. Han tog sin bästa placering 2011, då han slutade på femteplats i sitt försökslopp.
Efter karriären har han varit avelshingst. Han har lämnat efter sig bland andra Farlander Am (2015), Flash Am (2015), Smokin Joe (2015) och Rigel Face (2013).